# Draft da NFL de 2021
O Draft da NFL de 2021 foi o 86º Draft da National Football League, a reunião anual das franquias da National Football League (NFL) para selecionar jogadores recém-qualificados para a temporada de 2021 da NFL . O draft foi realizado na cidade de Cleveland de 29 de abril a 1 de maio de 2021.
Cinco quarterbacks foram selecionados na primeira ronda — Trevor Lawrence, Zach Wilson, Trey Lance, Justin Fields e Mac Jones — o segundo maior número de seleções de quartebacks na primeira rodada (junto com os drafts de 1999 e 2018 ) após os seis selecionados em 1983 . O draft também marcou a terceira vez que as três primeiras escolhas (Lawrence, Wilson e Lance) foram quarterbacks, após os drafts de 1971 e 1999. Um total de oito quarterbacks foram selecionados nas três primeiras rodadas, o maior número na história do Draft da NFL.
Para além do grande número de quarterbacks escolhidos, seis jogadores do Alabama foram escolhidos na primeira rodada, que está empatada com os seis jogadores do Miami em 2004 em mais de uma escola individual. Por outro lado, nenhum jogador da Big 12 Conference foi escolhido na primeira rodada pela primeira vez desde que a conferência começou em 1996 e nenhum jogador do Estado de Michigan foi selecionado pela primeira vez desde 1941.

## Seleções de jogadores
A seguir está a repartição dos 259 jogadores selecionados por posição :
 
- 38 cornerbacks
- 36 wide receivers
- 33 defensive ends
- 25 offensive tackles
- 22 linebackers
- 21 safeties
- 19 defensive tackles
- 18 running backs
- 13 offensive guards
- 11 tight ends
- 10 quarterbacks
- 8 centers
- 2 long snappers
- 1 kicker
- 1 punter